# Flagi gmin w województwie pomorskim
Flagi gmin w województwie pomorskim – lista symboli gminnych w postaci flagi, obowiązujących w województwie pomorskim.

Flaga województwa pomorskiego

Zgodnie z definicją, flaga to płat tkaniny określonego kształtu, barwy i znaczenia, przymocowywany do drzewca lub masztu. Może on również zawierać herb lub godło danej jednostki administracyjnej. W Polsce jednostki terytorialne (rady gmin, miast i powiatów) mogą ustanawiać flagi zgodnie z „Ustawą z dnia 21 grudnia 1978 o odznakach i mundurach”. W pierwotnej wersji pozwalała ona jednostkom terytorialnym jedynie na ustanawianie herbów. Mimo to wiele miast i gmin podejmowało uchwały i używało flagi jako swojego symbolu (w województwie pomorskim było to co najmniej 15 gmin). Dopiero „Ustawa z dnia 29 grudnia 1998 o zmianie niektórych ustaw w związku z wdrożeniem reformy ustrojowej państwa” oficjalnie potwierdziła prawo województw, powiatów i gmin do ustanawiania tego symbolu jednostki terytorialnej.
W 2025 w województwie pomorskim swoją flagę miało 79 ze 123 gmin (gmina Puck używa nieoficjalnej flagi). Symbol ten, w 2002, ustanowiło samo województwo.

## Lista obowiązujących flag gminnych

### Powiat bytowski
| Gmina                  | Wzór | Opis |
| ---------------------- | ---- | --- |
| Gmina Borzytuchom      |      | Flaga gminy została ustanowiona uchwałą nr XXVII/132/01 z 14 listopada 2001. Jest to prostokątny płat tkaniny o proporcjach 5:8, podzielony na dwa równe poziome pasy – żółty i niebieski. W jego centralnej części umieszczono herb gminy. |
| Miasto i gmina Bytów   |      | Flaga gminy została ustanowiona uchwałą nr XLIX/337/02 z 11 października 2002. Jest to prostokątny płat tkaniny o proporcjach 5:8 koloru niebieskiego, w którego lewym górnym rogu umieszczono godło z herbu gminy, a pod nim biało-czerwony pas.                                                                                                |
| Gmina Czarna Dąbrówka  |      | Flaga gminy to prostokątny płat tkaniny, podzielony na trzy równe pionowe pasy: dwa żółte i błękitny. W jego centralnej części umieszczono godło z herbu gminy. |
| Gmina Kołczygłowy      |      | Flaga gminy została ustanowiona uchwałą nr XIII/107/2025 z 16 czerwca 2025. Jest to prostokątny płat tkaniny o proporcjach 5:8, podzielony na dwa poziome pasy: biały i zielony w stosunku 3:2. Na górnym pasie umieszczono godło z herbu gminy, a na dolnym białą falistą linię, symbolizującą rzekę Słupia.                                    |
| Gmina Lipnica          |      | Flaga gminy została ustanowiona uchwałą nr XXIV/234/2013 z 6 września 2013. Jest to prostokątny płat tkaniny o proporcjach 5:8, podzielony na trzy poziome pasy: zielony, czarny i żółty w stosunku 1:2:1. W jego centralnej części umieszczono herb gminy.                                                                                      |
| Miasto i gmina Miastko |      | Flaga gminy została ustanowiona uchwałą nr 81/V/2010 z 29 października 2010. Jest to prostokątny płat tkaniny o proporcjach 5:8, przedzielony z prawa w skos żółtym pasem na dwie części: lewą zieloną (symbolizującą kompleksy leśne gminy) i prawą błękitną (nawiązującą do licznych jezior). W jego centralnej części umieszczono herb gminy. |
| Gmina Studzienice      |      | Flaga gminy została ustanowiona uchwałą nr XXVIII/248/2010 z 9 marca 2010. Jest to prostokątny płat tkaniny o proporcjach 5:8, podzielony na trzy poziome pasy: dwa żółte i zielony w stosunku 3:14:3. W jego centralnej części umieszczono herb gminy.                                                                                          |
| Gmina Trzebielino      |      | Flaga gminy została ustanowiona uchwałą nr 154/XXXI/2005 z 30 sierpnia 2005. Jest to prostokątny płat tkaniny o proporcjach 5:8 koloru błękitnego, w którego centralnej części umieszczono godło z herbu gminy. |

### Powiat chojnicki
| Gmina                 | Wzór | Opis |
| --------------------- | ---- | --- |
| Miasto i gmina Brusy  |      | Flaga gminy została ustanowiona uchwałą nr VIII-106/99 z 9 września 1999. Jest to prostokątny płat tkaniny o proporcjach 5:8, podzielony na trzy pasy – dwa mniejsze, koloru niebieskiego i większy, biały. W jego centralnej części umieszczono element pochodzący z herbu gminy – czerwonego gryfa trzymającego w szponach literę „B”. |
| Miasto Chojnice       |      | Flaga miasta została ustanowiona 16 lutego 1995. Jest to prostokątny płat tkaniny o proporcjach 5:8, podzielony na trzy równe poziome pasy: czarny, złoty i srebrny. |
| Gmina Chojnice        |      | Flaga gminy to prostokątny płat tkaniny o proporcjach 5:8, ustanowiony 29 listopada 1995. Podzielony jest na 3 równe poziome pasy. Ich barwy nawiązują do herbu gminy i mają swoją symbolikę. Kolor zielony nawiązuje do lasów gminnych i ekologii, żółty przypomina o polach i rolnictwie, natomiast niebieski – o jeziorach i rzekach. |
| Miasto i gmina Czersk |      | Flaga gminy została ustanowiona przez radnych uchwałą nr XI/94/99 z 30 czerwca 1999. Ma kształt prostokąta, proporcja 5:8 i dzieli się na trzy poziome pasy – górny koloru zielonego i dolny koloru niebieskiego zajmujące po 1/4 szerokości płatu oraz środkowy koloru białego. W jej centralnej części umieszczono herb Czerska.       |
| Gmina Konarzyny       |      | Flaga gminy została ustanowiona przez radnych uchwałą nr XXX/191/2002 15 czerwca 2002. Jest to prostokątny płat tkaniny podzielony na cztery pasy – żółty i czerwony (zajmujące po 2/5 szerokości flagi), przedzielone pasami niebieskim i białym.                                                                                       |

### Powiat człuchowski
| Gmina                  | Wzór | Opis |
| ---------------------- | ---- | --- |
| Miasto Człuchów        |      | Flaga miasta została ustanowiona w 2004. Jej autorem jest radny miejski, Dariusz Odalanowski. Jest to prostokątny płat tkaniny o proporcjach 5:8, podzielony na trzy równe pionowe pasy – czerwony, biały i żółty. W jej centralnej części umieszczono herb miasta. |
| Gmina Człuchów         |      | Flaga gminy, autorstwa Tadeusza Matwijewicza, została ustanowiona 29 grudnia 2008 uchwałą nr XXIV/190/08. Jest ona prostokątem o proporcjach 3:5. podzielonym na trzy równe poziome pasy – dwa białe (zewnętrzne) i niebieski (środkowy). Barwy te odnoszą się do symbolizowanych przez kolory wartości w kulturze chrześcijańsko-europejskiej, a także do herbu gminy.                                                              |
| Miasto i gmina Debrzno |      | Flaga gminy, uchwalona uchwałą nr 17.XXVI.2016 Rady Miejskiej w Debrznie z dnia 29 lutego 2016, to prostokątny płat tkaniny o proporcjach 5:8 autorstwa Kamila Wójcikowskiego i Roberta Fidury, podzielony na trzy poziome pasy – zielony (stanowiący 3/5 powierzchni flagi) oraz biały i czarny (równej szerokości), związane z herbem gminy. Po lewej stronie flagi, powyżej czarnego pasa, umieszczono wcześniej wspomniany herb. |
| Gmina Koczała          |      | Flaga gminy została zatwierdzona przez radnych w chwale nr XXXIV/213/2018 z 29 maja 2018. Ma ona proporcje 5:8 i jest koloru niebieskiego. W jej centralnej części umieszczono elementy z herbu gminy – srebrną lilijkę, symbolizującą Najświętszą Maryję Pannę i złotą balsaminkę – symbol Marii Magdaleny. |
| Gmina Przechlewo       |      | Flaga gminy uchwalona została 10 września 2011. Jest to prostokątny płat tkaniny o proporcjach 8:13 w kolorze niebieskim. W jej centralnej części umieszczono godło z herbu gminy – złote półsłońce i złoty wizerunek ryby. |
| Gmina Rzeczenica       |      | Flaga gminy, autorstwa Tadeusza Matwijewicza, została ustanowiona uchwałą nr LVII/427/23 z 29 czerwca 2023. Jest to prostokątny płat tkaniny o proporcjach 5:8, podzielony na pięć poziomych pasów: trzy błękitne i dwa białe w stosunku 6:1:1:1:1. W lewym górnym rogu płata umieszczono biały krzyż grecki. Z białymi pasami są to symbole z herbu gminy.                                                                          |

### Miasto Gdańsk
| Wzór | Opis |
| ---- | --- |
|      | Flaga miasta została ustanowiona uchwałą nr XXXVIII/432/96 z 1 sierpnia 1996, choć istniała od 1457. Jest to prostokąt o proporcjach 5:8, czerwonej barwy z umieszczoną na nim złotą koroną i pod nią dwoma równoramiennymi, srebrnymi krzyżami rozmieszczonymi w słup (tak jak we wzorze herbu). Wspólna oś krzyży i korony znajduje się w odległości 1/3 długości flagi od strony drzewca. |

### Powiat gdański
| Gmina                 | Wzór | Opis |
| --------------------- | ---- | --- |
| Gmina Cedry Wielkie   |      | Flaga gminy, mająca proporcje 5:8 i ustanowiona 30 maja 2001 to prostokątny płat tkaniny podzielony na trzy poziome pasy – czerwony, zielony i żółty (stanowiący 1/2 szerokości płata). W jej centralnej części umieszczono herb gminy. |
| Gmina Pruszcz Gdański |      | Flaga gminy została ustanowiona uchwałą nr XXXVII/94/2013 z 14 listopada 2013. Jest to prostokątny płat o proporcjach 5:8, podzielony na trzy pionowe pasy: dwa zielone i biały pośrodku. Stosunek szerokości pasów zielonych do białego jest jak 1:2,5. Na pasie środkowym umieszczony jest centralnie herb gminy o wysokości 2/3 wysokości flagi. Jej autorem jest Tomasz Steifer. |
| Gmina Suchy Dąb       |      | Flaga gminy to prostokątny płat tkaniny, podzielony pionowo na dwie równe części. Jedna z nich jest biała (w jej centralnej części znajduje się herb gminy), a druga zielona. |
| Gmina Pszczółki       |      | Flaga gminy to prostokątny płat tkaniny o proporcjach 5:8, podzielony na trzy pionowe pasy: dwa boczne, koloru zielonego, zajmujące po 1/5 powierzchni flagi i środkowy, koloru żółtego, w środku którego znajduje się herb gminy. |
| Gmina Trąbki Wielkie  |      | Flaga gminy została ustanowiona 24 września 2002. Jest to prostokątny płat tkaniny, podzielony pionowo na dwie równe części – żółtą (z herbem gminy) oraz czerwoną. |

### Miasto Gdynia
| Wzór | Opis |
| ---- | --- |
|      | Flaga miasta to prostokątny płat tkaniny o proporcjach boków 3:5, obustronnie jednakowy, o dwóch poziomo ułożonych polach, barwy białej u góry i turkusowej u dołu, symbolizującej niebo i morze. Na polu białym znajduje się herb Gdyni. |

### Powiat kartuski
| Gmina                  | Wzór | Opis |
| ---------------------- | ---- | --- |
| Miasto i gmina Kartuzy |      | Flaga gminy (w statucie występująca jako chorągiew) to prostokątny płat tkaniny koloru niebieskiego, w którego centralnej części umieszczony jest herb Kartuz. Przed wojną flaga była prostokątnym płatem tkaniny podzielonym na trzy pasy: niebieski, biały i czarny. |
| Gmina Sierakowice      |      | Flaga gminy to prostokątny płat tkaniny koloru niebieskiego o proporcjach 2:3 (wymiary – szerokość 1, długość 1,5 szerokości). W jej centralnej części umieszczono herb gminy.                                                                                         |
| Gmina Przodkowo        |      | Flaga gminy to prostokątny płat tkaniny koloru niebieskiego, w którego centralnej części znajduje się herb gminy i napis „Przodkowo” koloru fioletowego. Informacja o niej pojawiła się w statucie gminy 27 kwietnia 2005.                                             |

### Powiat kościerski
| Gmina              | Wzór | Opis |
| ------------------ | ---- | --- |
| Gmina Dziemiany    |      | Flaga gminy to prostokątny płat tkaniny koloru niebieskiego o proporcjach 2:3, podzielony na trzy poziome pasy o barwach: białej, żółtej i niebieskiej. W jej centralnej części umieszczono herb gminy. |
| Miasto Kościerzyna |      | Flaga miasta została uchwalona uchwałą nr XV/96/95 z 6 września 1995. Jest to prostokątny płat tkaniny, o proporcjach 5:7, podzielony na dwa poziome pasy równej szerokości – górny biały i dolny zielony. W jej centralnej części (dawnej w lewym górnym rogu) umieszczono herb miasta.                                                               |
| Gmina Kościerzyna  |      | Flaga gminy to prostokątny płat tkaniny o proporcjach 5:8. Dzięki się na trzy poziome pasy: żółty (zajmujący połowę flagi, symbolizujący piaski i grunty, znajdujące się na terenie gminy), niebieski (zajmujący 1/6 powierzchni flagi, przypominający o jeziorach i rzekach) oraz zielony (zajmujący 2/6 szerokości, nawiązujący do terenów leśnych). |

### Powiat kwidzyński
| Gmina                  | Wzór | Opis |
| ---------------------- | ---- | --- |
| Miasto Kwidzyn         |      | Flaga gminy została ustanowiona 30 kwietnia 1998. Jest to prostokątny płat koloru niebieskiego, na którym umieszczony jest herb Kwidzyna leżący na trzech białych liniach (centralna grubsza od pozostałych bocznych) usytuowanych w lewej części flagi. Jej autorem jest Alfred Znamierowski.          |
| Gmina Kwidzyn          |      | Flaga gminy została ustanowiona uchwałą nr VI/39/03. Jest to prostokąty płat tkaniny, podzielony na trzy pasy: zielony, żółty i zielony. W jej centralnej części umieszczono herb gminy. |
| Miasto i gmina Prabuty |      | Flaga gminy została ustanowiona wraz z herbem uchwałą nr V/22/2011 z dnia 16 marca 2011. Jest to prostokąty płat tkaniny, o proporcjach 5:8, podzielony na trzy pasy – biały (zajmujący połowę powierzchni flagi), niebieski i zielony (równej szerokości). W lewym górnym rogu umieszczono herb gminy. |
| Gmina Sadlinki         |      | Flaga gminy została ustanowiona wraz z herbem uchwałą nr VIII/45/2003 z dnia 25 sierpnia 2003. Jest to prostokąty płat tkaniny koloru białego, w którego centralnej części umieszczono herb gminy. |

### Powiat lęborski
| Gmina         | Wzór | Opis |
| ------------- | ---- | --- |
| Miasto Lębork |      | Flaga miasta (w statucie występująca jako chorągiew) to prostokątny płat tkaniny o wymiarach 150 × 90 cm (proporcje 5:3) koloru niebieskiego (symbolizującego potoczną nazwę przedwojennego powiatu lęborskiego – Błękitna Kraina). W jej centralnej części umieszczono herb miasta, a pod nim napis „Lębork”. |
| Miasto Łeba   |      | Flaga miasta to prostokątny płat tkaniny koloru niebieskiego, w którego centralnej części umieszczono herb miasta. |

### Powiat malborski
| Gmina                    | Wzór | Opis |
| ------------------------ | ---- | --- |
| Gmina Lichnowy           |      | Flaga gminy to prostokątny płat tkaniny o proporcjach 5:8. Dzieli się na dwa poziome pasy równej szerokości – zielony i żółty. Barwy te występują też w herbie gminy |
| Miasto Malbork           |      | Flaga miasta to prostokątny płat tkaniny o proporcjach 5:8, podzielony na pięć pasów poziomych – czerwony, żółty (stanowiące po 1/12 powierzchni flagi), biały (1/2 powierzchni), żółty (1/12 powierzchni) i niebieski (2/12 powierzchni). W jej centralnej części znajduje się herb miasta.   |
| Gmina Malbork            |      | Flaga gminy została ustanowiona uchwałą nr X/72/07 z 13 czerwca 2007. Jest to prostokątny płat tkaniny koloru żółtego, na którym znajdują się elementy z herbu gminy – zielona wierzba i niebieska wstęga, symbolizująca rzekę Nogat.                                                          |
| Gmina Miłoradz           |      | Flaga gminy została uchwalona 25 listopada 2005. Jest to prostokątny płat tkaniny, dzielący się na trzy poziome pasy równej szerokości (od góry: niebieski, żółty, zielony). |
| Miasto i gmina Nowy Staw |      | Flaga gminy została ustanowiona uchwałą nr 238/97 z 26 czerwca 1997. Jest to prostokątny płat tkaniny o proporcjach 5:8 i podzielony na trzy poziome pasy – dwa wąskie, zielone i szeroki biały. W jej centralnej części umieszczono herb gminy, wokół którego znajduje się napis „Nowy Staw”. |
| Gmina Stare Pole         |      | Flaga gminy została ustanowiona uchwałą nr XI/85/2004 z 30 marca 2004. Jest to prostokątny płat tkaniny o proporcjach 5:8, podzielony na dwa poziome pasy. Górny, stanowiący 3/4 powierzchni flagi, jest koloru zielonego i zawiera herb gminy, natomiast dolny ma kolor żółty.                |

### Powiat nowodworski
| Gmina                            | Wzór | Opis |
| -------------------------------- | ---- | --- |
| Miasto i gmina Nowy Dwór Gdański |      | Flaga gminy została ustanowiona uchwała nr 139/XX/96 z 28 czerwca 1996. Jest to prostokątny płat tkaniny o proporcjach 5:8, składający się z dwóch pasów poziomych – białego (stanowiącego 1/4 powierzchni flagi) i niebieskiego. Na górnym pasku umieszczono element z herbu gminy – trzy róże, symbolizujące dawne rody szlacheckie. |
| Gmina Ostaszewo                  |      | Flaga gminy została ustanowiona uchwałą nr XXXVI/157/2009 z 17 września 2009. Jest to prostokątny płat tkaniny o proporcjach 5:8, składający się z dwóch pasów poziomych – białego (stanowiącego 3/4 powierzchni flagi) i zielonego. W jej centralnej części znajduje się herb gminy.                                                  |
| Gmina Stegna                     |      | Flaga gminy została ustanowiona uchwałą nr XLVI/329/98 z 8 czerwca 1998. Jest to prostokątny płat tkaniny, podzielony na trzy równe poziome pasy – niebieski, żółty i czerwony. |
| Gmina Sztutowo                   |      | Flaga gminy została ustanowiona uchwałą nr XXVII/172/97 z 14 listopada 1997. Jest to prostokątny płat tkaniny o proporcjach 5:8, podzielony na trzy równe poziome pasy – niebieski, żółty i niebieski. |

### Powiat pucki
| Gmina                       | Wzór | Opis |
| --------------------------- | ---- | --- |
| Miasto Hel                  |      | Flaga miasta to prostokątny płat tkaniny w kolorze niebieskim o proporcjach 16:9. W jej lewym górnym rogu znajduje się żółty klucz (symbolizujący lokalizację u wejścia do Zatoki Gdańskiej) między dwiema żółtymi gwiazdami. Po prawej stronie umieszczono trzy równe pionowe paski żółte.                              |
| Miasto i gmina Jastarnia    |      | Flaga gminy jest prostokątnym płatem tkaniny w kolorze błękitnym o proporcjach 7:11 i wymiarach 70 na 110 cm. W jej centralnej części umieszczono herb gminy. |
| Gmina Krokowa               |      | Flaga gminy to prostokątny płat tkaniny o proporcjach 3:4 i wymiarach 120 na 160 cm. Podzielona jest na trzy równe poziome pasy – niebieski, żółty i zielony. W jej centralnej części umieszczono wizerunek gryfa pomorskiego.                                                                                           |
| Miasto Puck                 |      | Flaga miasta to prostokątny płat tkaniny o proporcjach 3:4 (wysokość 1, szerokość 0,75 wysokości) koloru niebieskiego, w którego centralnej części umieszczono herb miasta. |
| Gmina Puck                  |      | Nieoficjalna flaga gminy, używana przez władze i podczas uroczystości 30-lecia gminy, to prostokątny płat tkaniny koloru niebieskiego, w którym umieszczono godło z herbu gminy, uzupełnione dwoma żółtymi poziomymi pasami przy końcu wolnym flagi.                                                                     |
| Miasto i gmina Władysławowo |      | Flaga gminy została ustanowiona uchwałą nr XVIII/138/96 z 16 lutego 1996. Jest to prostokątny płat tkaniny, podzielony na cztery pasy – niebieski (zajmujący połowę powierzchni flagi), dwa żółte i czarny (równej szerokości). Kolory te są kolorami heraldycznymi Ziemi Kaszubskiej, a także nawiązują do herbu gminy. |

### Miasto Słupsk
| Wzór | Opis |
| ---- | --- |
|      | Flaga miasta została ustanowiona uchwałą nr L/627/05 z 30 listopada 2005. Jest to prostokątny płat tkaniny o proporcjach 5:8 koloru białego, z czerwonymi pasami brzegowymi o szerokości 0,22 wartości dłuższego boku. W jej centralnej części umieszczono herb miasta. |

### Powiat słupski
| Gmina                    | Wzór | Opis |
| ------------------------ | ---- | --- |
| Gmina Damnica            |      | Flaga gminy została ustanowiona uchwałą nr VII/38/03 z 15 maja 2003. Jest to prostokątny płat tkaniny koloru zielonego ze srebrnym pasem w jego dolnej części. W jej lewym górnym rogu umieszczono złoty dąb – element pochodzący z herbu gminy. |
| Miasto i gmina Kępice    |      | Flaga gminy została ustanowiona uchwałą nr XXIV/217/2017 z 30 marca 2017. Jest to prostokątny płat tkaniny koloru białego, pośrodku którego znajduje się herb gminy bez czarnej obwódki. |
| Miasto i gmina Kobylnica |      | Flaga gminy została ustanowiona 3 maja 1995, ponownie uchwałą nr X/105/99 z 31 sierpnia 1999. Jest to prostokątny płat tkaniny, podzielony na trzy pionowe pasy (zielony, biały i zielony). W jej centralnej części umieszczono herb gminy. |
| Gmina Potęgowo           |      | Flaga gminy została ustanowiona uchwałą nr XXV/183/2001 z 27 kwietnia 2001. Jest to prostokątny płat tkaniny o proporcjach 5:8, na którym umieszczone jest godło herbowe pochodzące z herbu gminy – rybogryf na białym tle. Pod godłem herbowym w dole flagi na całej długości pas (na wzór pręgi w głowicy tarczy herbowej) o szerokości 1/5 krótszego boku flagi. Pas ten, to cztery równe prostokąty o barwach (patrząc od drzewca): złoty, czerwony, złoty, czerwony. |
| Gmina Redzikowo          |      | Flaga gminy została ustanowiona uchwałą nr XXI/216/2020 z 20 maja 2020. Jest to prostokątny płat tkaniny o proporcjach 5:8, podzielony na trzy pasy (zielony, czerwony i zielony). W centralnej części środkowego pasa umieszczono herb gminy. |
| Miasto Ustka             |      | Flaga miasta to prostokątny płat tkaniny o proporcjach 5:8, podzielony na 5 poziomych pasów (żółty, niebieski, biały, niebieski, żółty). |
| Gmina Ustka              |      | Flaga gminy została ustanowiona uchwałą nr III/17/2001 z 16 marca 2001. Jest to prostokątny płat tkaniny o proporcjach 5:8, złożony z dwóch poziomych pasów równej szerokości, czerwonego u góry i niebieskiego na dole. W jego centralnej części umieszczono herb gminy. |

### Miasto Sopot
| Wzór | Opis |
| ---- | --- |
|      | Flaga miasta została pierwotnie przyjęta w 1904, po zmianach w 1994. Jest to prostokątny płat tkaniny o proporcjach boków 5:8, obustronnie jednakowy, o dwóch poziomo ułożonych polach, błękitnym u góry i złotym u dołu. Proporcje szerokości pola błękitnego do złotego wynoszą 1:1. Pośrodku pola flagowego są umieszczone pochodzące z herbu miasta – biała mewa i biała ryba. |

### Powiat starogardzki
| Gmina                    | Wzór | Opis |
| ------------------------ | ---- | --- |
| Gmina Kaliska            |      | Flaga gminy to prostokątny płat tkaniny o proporcjach 5:8 koloru białego. W jej centralnej części umieszczono herb gminy. |
| Gmina Osiek              |      | Flaga gminy została ustanowiona uchwałą nr XXV/147/2009 z 25 sierpnia 2009. Jest to prostokątny płat tkaniny o proporcjach 5:8, podzielony na trzy pasy (niebieski i biały równej szerokości oraz zielony). W jej lewej części umieszczono postać św. Jakuba Większego. |
| Gmina Skórcz             |      | Flaga gminy to prostokątny płat tkaniny, podzielony na dwa poziome lub pionowe pasy równej szerokości – żółty i zielony. W jej centralnej części umieszczono herb gminy.                                                                                                |
| Miasto Starogard Gdański |      | Flaga miasta to prostokątny płat tkaniny o proporcjach 7:12 koloru żółtego z umieszczonym pośrodku herbem miasta. Posiada trzy oficjalne wersje. |
| Gmina Starogard Gdański  |      | Flaga gminy to prostokątny płat tkaniny koloru jasnoseledynowego, w którego centralnej części umieszczono herb gminy. |

### Powiat sztumski
| Gmina                 | Wzór | Opis |
| --------------------- | ---- | --- |
| Miasto i gmina Sztum  |      | Flaga gminy to biały pas na czerwonym polu, jest identyczna z flagą Austrii. Flaga jest pamiątką po wizycie arcyksięcia Albrechta III Habsburga, który wspierał zakon krzyżacki podczas wyprawy na Żmudź. W darze arcyksiążę pozostawił pieniądze na rozbudowę zamku w postaci wieży, która została nazwana jego imieniem, oraz swoje barwy herbowe. |
| Gmina Stary Dzierzgoń |      | Flaga gminy, wyłoniona w konkursie z 2005 i autorstwa Tomasza Kipki to prostokątny płat tkaniny, podzielony na trzy poziome pasy – żółty, czarny i niebieski. W jej centralnej części umieszczono herb gminy. |
| Gmina Stary Targ      |      | Flaga gminy to prostokątny płat tkaniny, podzielony na cztery poziome pasy – dwa szerokie (żółty u góry i brązowe u dołu) i dwa wąskie pomiędzy nimi (seledynowy i ceglasty). Szerokie pasy (zajmujące po 3/8 powierzchni flagi) odzwierciedlają barwy pól, z których składa się herb gminy, natomiast wąskie pasy (stanowiące po 1/8 powierzchni flagi) stanowią barwy, z których składa się widniejący w herbie zarys wieży kościoła parafialnego parafii św. Szymona i św. Judy Tadeusza w Starym Targu (seledynowy kolor posiada hełm wieży kościoła, a ceglasty nawiązuje do jej ceglanej części). |

### Powiat tczewski
| Gmina                  | Wzór | Opis |
| ---------------------- | ---- | --- |
| Miasto i gmina Gniew   |      | Flaga gminy została ustanowiona uchwałą nr XXIX/171/96 z 28 listopada 1996. Jest to prostokątny płat tkaniny o proporcjach 5:8, podzielony na trzy poziome pasy – niebieski, zielony i żółty. W jej centralnej części znajduje się herb gminy. |
| Gmina Morzeszczyn      |      | Flaga gminy została ustanowiona uchwałą nr XVI/95/2000 z 31 maja 2000. Jest to prostokątny płat tkaniny, podzielony na dwa równe poziome pasy – żółty i zielony. W jej centralnej części znajduje się herb gminy.                              |
| Miasto i gmina Pelplin |      | Flaga gminy to prostokątny płat tkaniny, podzielony na cztery równe prostokąty – dwa niebieskie (lewy górny i prawy dolny róg) oraz dwa białe. Przedzielone są one żółtym krzyżem.                                                             |
| Miasto Tczew           |      | Flaga miasta to prostokątny płat tkaniny o proporcjach 5:7 koloru białego. W jej centralnej części umieszczono wizerunek czerwonego gryfa z żółtym dziobem i pazurami, zaczerpnięty z herbu miasta.                                            |

### Powiat wejherowski
| Gmina            | Wzór | Opis |
| ---------------- | ---- | --- |
| Gmina Choczewo   |      | Flaga gminy została przyjęta przez aklamację 12 czerwca 1997, nie znalazła jednak potwierdzenia w żadnej uchwale. Jest to prostokątny płat tkaniny o proporcjach 5:8, podzielony na trzy równe poziome pasy – biały, czerwony i niebieski. |
| Gmina Luzino     |      | Flaga gminy została ustanowiona uchwałą nr XXV/331/2006 z 10 października 2006. Jest to prostokątny płat tkaniny o proporcjach 5:8, podzielony na trzy równe poziome pasy – czarny, żółty i niebieski. W jego centralnej części umieszczono herb gminy. |
| Miasto Reda      |      | Flaga miasta została ustanowiona uchwałą nr XIX/146/96 z 6 lutego 1996. Jest to prostokątny płat tkaniny, podzielony na trzy poziome pasy – biały, żółty i niebieski w stosunku 1:1:2. |
| Miasto Rumia     |      | Flaga miasta to prostokątny płat tkaniny koloru błękitnego o proporcjach 3:5, na którym znajduje się herb miasta oraz biała wstęga symbolizująca rzekę – Zagórską Strugę. |
| Miasto Wejherowo |      | Flaga miasta została ustanowiona uchwałą nr XXXII/386/93 z 18 maja 1993. Jest to prostokątny płat tkaniny o proporcjach 3:5, podzielony na dwa pionowe pasy: błękitny i biały, przy czym błękitny jest dwukrotnie szerszy i znajduje się przy drzewcu, a biały przy skrajni flagi. Na polu błękitnym pełniącym też rolę tarczy herbowej widnieją elementy herbu Wejherowa: krzyż maltański i róża. |